# Seguridad operacional
Seguridad Operacional A diferencia de la Seguridad Física ("Security" en inglés), la Seguridad Operacional o "Safety" engloba los procesos y sistemas destinados a reducir el número de accidentes e incidentes derivados de la operación. 
Aunque aplica a múltiples sectores, reviste una especial relevancia en la industria de la Aviación, y concretamente en el control del tránsito aéreo.
La Seguridad Operacional aérea se basa en tres pilares fundamentales:
- La definición de niveles de seguridad aceptables, así como de indicadores de los mismos que permitan detectar una desviación que llevase a la degradación o pérdida de dichos niveles.
- La notificación, investigación y análisis de incidencias de seguridad, así como la posterior difusión de las lecciones derivadas de dichas incidencias, con el fin de aprender de errores pasados, aplicando las medidas preventivas o correctivas adecuadas para que no vuelvan a producirse. Esta parte tiene un carácter básicamente reactivo, es decir, se buscan soluciones a partir de lo que ya ha sucedido.
- La detección, evaluación y mitigación de riesgos, encaminada a la localización precoz de las posibles amenazas sobre el Sistema de Navegación Aérea, y la aplicación de barreras y medidas mitigadoras sobre el sistema con el fin de que el nivel de riesgo sea tolerable.

Así, la Seguridad Operacional debe ser básicamente proactiva y, más aún, predictiva, con el fin de identificar y prevenir, con la suficiente antelación, y a partir de incidentes menores, las posibles amenazas sobre el sistema para evitarlas o, en caso de ocurrir, mitigar sus efectos de forma que sean lo menos severos posibles.
Es importante no confundir la Seguridad Operacional (Safety) con la Seguridad Física (Security).
Mientras la primera trata de identificar y minimizar el riesgo de ocurrencia de accidentes e incidentes graves (prevención), la segunda se centra en vigilar posibles incidentes derivados, no de la operación, sino de ataques producidos intencionadamente por humanos contra bienes, infraestructuras y personas, como pueden ser actos de terrorismo, secuestros o a actos de interferencia ilícitos, etc (protección).